# Francisco Javier Quevedo Prades
Francisco Javier Quevedo Prades (Zamora, 18 d'octubre de 1964) fou un ciclista espanyol que fou professional entre 1988 i 1989 a l'equip CLAS. A la Volta a Espanya de 1988 va quedar tercer a la primera etapa.

## Palmarès
- 1984
  - Vencedor d'una etapa de la Volta a Segòvia
- 1987
  - Vencedor d'una etapa de la Cinturó ciclista internacional a Mallorca

### Resultats a la Volta a Espanya
- 1988. Abandona